# Família Paluni
Paluni (em armênio/arménio: Պալունի) foi uma família nobre (nacarar) da Armênia da Antiguidade e início da Idade Média.

## História

Expansão dos domínios Mamicônios. Asmúnia está ao centro

Cyril Toumanoff pensou que os Palunis eram reminiscentes dos palas ou balas citados em documentos hititas. Dominavam o gavar (cantão) de Palúnia, situado entre Astianena e Taraunitis. Em data incerta, seu principado foi tomado pela família Mamicônio de Taraunitis e migraram para Vaspuracânia, onde governaram Palúnia e Menúnia.  A Lista de Trono (Գահնամակ, gahnamak) os menciona em 38.ª posição entre as casas nobres. A Lista Militar (Զորնամակ, Zōrnamak), o documento que indica a quantidade de cavaleiros que cada uma das famílias nobres devia ceder ao exército real em caso de convocação, afirma que deviam arregimentar 300 cavaleiros. Na revolta de Vardanes II (450–451) contra a autoridade do xá Isdigerdes II (r. 438–457), três príncipes são citados: Artaces, Barsabores e Pabeco. Em 505, Tirotes assinou os atos do Primeiro Concílio de Dúbio. É possível que tenham deixado de existir pouco depois do século VI, pois Moisés de Corene não tinha conhecimento deles.